# Uroleucon ivae
Uroleucon ivae är en insektsart som beskrevs av Robinson 1985. Uroleucon ivae ingår i släktet Uroleucon och familjen långrörsbladlöss. Inga underarter finns listade i Catalogue of Life.